# 前146年
| 千纪： | 前1千纪 |
| 世纪： | 前3世纪 \| 前2世纪 \| 前1世纪                                                                                         |
| 年代： | 前170年代 \| 前160年代 \| 前150年代 \| 前140年代 \| 前130年代 \| 前120年代 \| 前110年代                               |
| 年份： | 前151年 \| 前150年 \| 前149年 \| 前148年 \| 前147年 \| 前146年 \| 前145年 \| 前144年 \| 前143年 \| 前142年 \| 前141年 |
| 纪年： | 西汉汉景帝中元四年 |

## 大事记
- 罗马攻入坚守2年的迦太基城，城市夷为平地，土地洒盐，以期永不复兴，25万迦太基人仅余5万为奴，第三次布匿战争结束。迦太基从此成为罗马省份。
- 罗马共和国击败亚该亚同盟，羅馬摧毀古城科林斯。